# Booué
Booué es una comuna gabonesa, chef-lieu del departamento de Lopé de la provincia de Ogooué-Ivindo.
En 2013 la comuna tenía una población de 6040 habitantes, de los cuales 3083 eran hombres y 2957 eran mujeres.
La localidad fue fundada en 1883 por Pierre Savorgnan de Brazza, quien la estableció como importante puerto fluvial del río Ogooué. El desarrollo de las comunicaciones ferroviarias hizo que perdiera importancia y en 1958 perdió la capitalidad provincial en favor de Makokou. En 1983 se produjo el resurgimiento económico de la localidad al abrirse al tráfico aquí una estación ferroviaria del Transgabonés.
Se ubica a orillas del río Ogooué, unos 100 km al suroeste de la capital provincial Makokou.